# Bronwyn Oliver

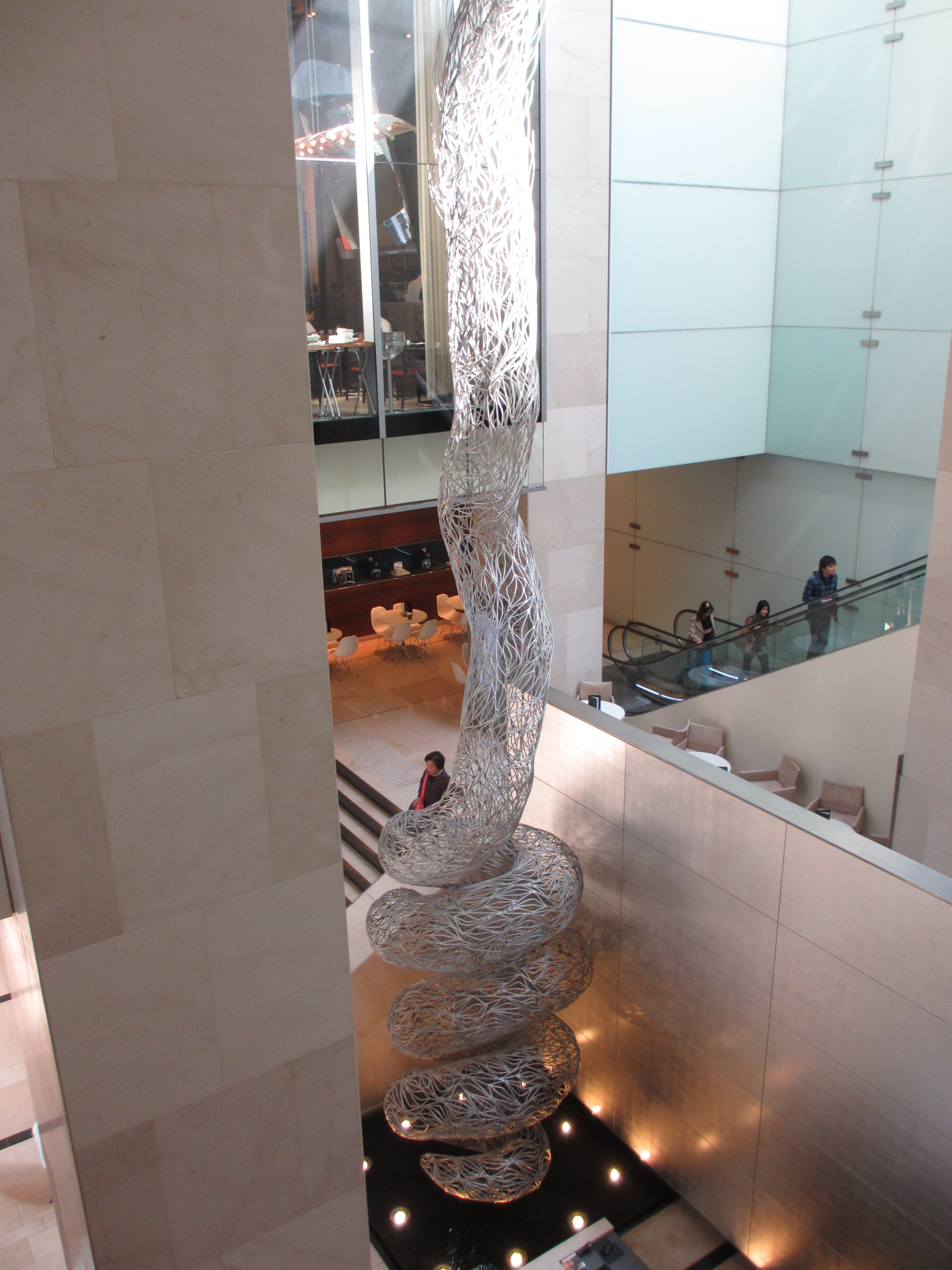
Skulpturen Vine skapad av Bronwyn Oliver

Bronwyn Oliver, född 22 februari 1959, död 11 juli 2006, var en australiensk skulptör som arbetade huvudsakligen med metall.

## Biografi
Bronwyn Oliver växte upp i New South Wales och utbildades vid College of Fine Arts (COFA) i Sydney och Chelsea School Art i London. Han vann tidiga framgångar, såsom New South Wales stipendium Travelling Art Scholarship år 1981 och Moet & Chandon Australian Art Fellowship år 1984. Bronwyn Oliver bosatte sig i Sydney, där hon var yrkesverksam och begick självmord år 2006.

## Konstnärskap
Bronwyn Olivers skulpturer uppskattas för sina estetiska och tekniska kvaliteter. I den senare karriären tog hon emot beställningar från såväl privata som offentliga aktörer. Bland hennes största verk är Vine, en 16,5 meter hög skulptur i Sydney Hilton, Magnolia och Palm i Sydneys botantiska trädgård och Big Feathers i Queen Street Mall. Erkännande fick hon av Helen Lempriere National Sculpture Award år 2000 (dock inte som vinnare), blev inkluderad vid en utställning för skulptörer vid National Gallery of Australia år 2002 och var kandidat till priset Clemenger Contemporary Art Award. Bronwyn Olivers verk återfinns i kända konsthallar, däribland National Gallery of Australia, National Gallery of Victoria och Art Gallery of New South Wales.